# WWF Betrayal
Pour les articles homonymes, voir Betrayal.
WWF Betrayal est un jeu vidéo beat them up commercialisé sur console portable Game Boy Color basé sur l'univers de la société américaine World Wrestling Federation. Il s'agit du troisième et dernier jeu WWF commercialisé sur Game Boy Color, et l'un des quelques jeux à exposer un genre différent des autres jeux vidéo de la série habituellement basé sur le catch professionnel. Le jeu est négativement accueilli notamment du fait que le joueur ne possède qu'un nombre limité de coups uniquement basés sur des coups de poing, coups de pied et quelques prises de finition,.
Le scénario du jeu se focalise sur le kidnapping de Stephanie McMahon. Son père, Vince McMahon, promet au joueur le titre de WWF Championship s'il réussit à la sauver. Le joueur doit se battre à travers une série de six niveaux en scrolling horizontal puis sauver Stephanie. Le joueur a la possibilité de choisir entre Stone Cold Steve Austin, The Rock, Triple H, ou The Undertaker.